# 哈尼亞揚尼斯·達斯卡洛伊安尼斯國際機場
哈尼亞國際機場（英語：Chania International Airport, "Ioannis Daskalogiannis"）是一個位於希臘哈尼亚的國際機場。

## 航空公司及目的地
- 愛琴海航空 (雅典)
- 意大利波蘭航空 (卡托維茲,華沙) [季節性]
- 雅典航空 (雅典,塞薩洛尼基 [5月25日開始])
- 奧地利航空 (維也納) [季節性]
- 神鹰航空 (柏林,杜塞爾多夫，法蘭克福，漢堡，漢諾威, 萊比錫/哈雷，慕尼黑，斯圖加特) [季節性]
- 芬蘭航空 (赫爾辛基，奧盧) [季節性]
- 纖維世界航空 (巴塞羅那，卡爾馬，卡爾斯塔德，呂勒奧，馬德里，諾爾雪平，歐登塞， Skellefteå ，松茲瓦爾，烏默奧，維斯比，韋克舍，厄勒布魯，厄斯特松德) [季節性]
- 捷特航空 (貝爾格萊德) [季節性]
- 盧森堡航空 (盧森堡) [季節性])
- 尼基 (維也納) [季節性]
- 諾瓦航空 (哥本哈根,哥德堡，奧斯陸，斯德哥爾摩) [季節性]
- 奧利匹克航空 (雅典，薩洛尼卡)
- 北歐航空 (奧爾堡，卑爾根比靈斯，博德，哥本哈根，海寧格松，克里斯蒂安桑，馬爾默，莫爾德，斯塔萬格，特隆赫姆，奧勒松)
- 聰明之翼航空 (布拉格) [季節性]
- 湯姆森航空 (伯明翰，倫敦-蓋特威克，曼徹斯特) [季節性]
- 全祿航空 (莫斯科) [季節性]
- transavia.com (阿姆斯特丹) [季節性]
- TUI飛行航空 (科隆/波恩，慕尼黑，斯圖加特) [季節性]
- TUI飛行北歐航空 (比靈斯，哥本哈根，哥德堡，赫爾辛基，馬爾默，諾爾雪平，奧斯陸，斯德哥爾摩，斯德哥爾摩) [季節性]

## 外部連結
- 機場網站（页面存档备份，存于）
- 世界航空数据库中的LGSA机场数据，数据截止日期：2006年10月。